# شون بارنيل
شون بارنيل (بالإنجليزية: Sean R. Parnell) (19 نوفمبر 1962 -)، هو سياسي أمريكي ينتمي إلى الحزب الجمهوري. ولد في ولاية كاليفورنيا الأمريكية كان بارنيل نائب جاكم ولاية ألاسكا ما بين عامي 2006 إلى عام 2009 أصبح شون بارنيل في 26 تموز - يوليو حاكما على ولاية ألاسكا بعد استقالة سارة بالين من منصبها كحاكمة على الولاية.